# Platycerus urushiyamai
Platycerus urushiyamai là một loài bọ cánh cứng trong họ Lucanidae. Loài này được Imura mô tả khoa học năm 2007.